# جيرالد ماسي

جيرالد ماسي (بالإنجليزية: Gerald Massey)‏ (29 مايو 1828 -29 أكتوبر 1907) شاعر والمؤلف والمحاضر إنجليزي وعالم المصريات ، ولد بالقرب من ترينغ ، هيرتفوردشاير في انكلترا. المعروف في مسقط رأسه بأنه «شاعر ترينغ»، سمعة هذا الرجل الإشتثنائية تستند أكثر إلى على قدرته الفريدة للجمع بين الأرتباطات الثقافات التاريخية في شعره، الذي يعود أساسا من الجزء الأول من حياته.

## السيرة الذاتية
ولد ماسي لعائلة فقيرة، عندما كان في سن صغيرا، قدم للعمل بجد في مصنع الحرير، كان ذاتي التعليم كلياً ومع ذلك، وقال انه كان قادرا على الكتابة وإلقاء المحاضرات حول مواضيع عدة مع سعة الاطلاع هائلة والسلطة، على الرغم من افتقاره للتعليم الرسمي، يمكن قراءة ماسي عدة لغات، بما في ذلك ليس فقط الإنجليزية ولكن أيضا الفرنسية واللاتينية واليونانية والعبرية والمصرية الواضح إلى حد ما.

## ادعى التشابه بين حورس ويسوع
من أهم من استطاعوا توضيح خلفية ذلك الخلط الشديد في الأصول، وشرح كيف أن القائمين على المسيحية الأولى جمعوا عقائد دينية من أهم البلدان التي تواجدوا بها، لتسهيل عملية دمج شعوبها تحت لواء ما ينسجون.
كانت واحدة من أكثر الجوانب المثيرة للكتابات ماسي أوجه التشابه بين يسوع الناصري والإله المصري حورس . وترد في المقام الأول هذه المقارنات في كتابه نشأة الطبيعية ويتناول عن يسوع التاريخي والمسيح الأسطوري كيف ” أن الأصل المسيحي في العهد الجديد عبارة عن تحريف قائم على أسطورة خرافية في العهد القديم ” .
وأن هذا الأصل المسيحي منقول بكامله من العقائد المصرية القديمة، وتم تركيبه على شخص يسوع، ونفس هذا الشخص عبارة عن توليفة من عدة شخصيات، والمساحة الأكبر مأخوذة عن شخصين، وهو ما أثبته العديد من العلماء منذ عصر التنوير ، وقد تزايد هذا الخط في القرن العشرين بصورة شبه جماعية، بحيث إنه بات من الأمور المسلّم بها بين كافة العلماء.
أثرت كتابات ماسيّ بهذا الموضوع في وقت لاحق من عدد مختلف من الكتاب مثل ألفين بويد كوهن ، توم هاربير ، أشاريا أس
ويشير جيرالد إلى أن المسيحية مبنية على الديانات والعقائد التي كانت قائمة في مصر وفلسطين وبين النهرين، والتي انتقل الكثير منها إلى اليونان، ومنها إلى إيطاليا، أي ” أنها أسطورة إلهية لإله تم تجميعه من عدة آلهة وثنية، هي الآلهة الأساسية التي كانت سائدة آنذاك في تلك المناطق قبل يسوع بآلاف السنين.. وأن التاريخ في الأناجيل من البداية حتى النهاية هو قصة الإله الشمس، وقصة المسيح الغنوصي الذي لا يمكن أن يكون بشرا.
ويؤكد جيرالد ماسيّ أن الأناجيل المعتمدة عبارة عن رجيع للنصوص المصرية القديمة، ومما أوجده من روابط، بين المسيحية والعقائد المصرية القديمة:
- الولدة من عذراء في 25 ديسمبر
- صاحب الولادة مرور نجم من المشرق
- في سن الثلاثين يعمد في النهر ويبدأ تبشيره
- معلم يتبعة 12 تلميذاً
- قدم الموعظة على الجبل
- يشفى المرضى ويمشي على الماء ويصنع المعجزات
- أقام رجل من بين الأموات
- تم خيانته وصلب، قبر ثلاث أيام
- وبعث بعدها (قاهر الموت)

ومما يستند إليه جيرالد ماسيّ أيضا، على أن المسيحية الحالية تم نسجها عبر العصور، إن سراديب الأموات في روما والتي كان المسيحيون يختبئون فيها لممارسة طقوسهم هربا من الاضطهاد، ظلت لمدة سبعة قرون لا تمثل يسوع مصلوبا ! وقد ظلت الرمزية والاستعارات المرسومة والأشكال والأنماط التي أتى بها الغنوصيون، ظلت بوضعها كما كانت عليه بالنسبة للرومان واليونان والفرس والمصريين القدماء، ثم يضيف قائلا: ” إن فرية وجود المسيح المنقذ منذ البداية هي فرية تاريخية، ولا يمكن القول بأن الأناجيل تقدم معلومة أو يمكن الخروج منها بيسوع كشخصية تاريخية حقيقية، إنه تحريف قائم على أسطورة ”
وكل ما يخرج به ماسيّ بعد ذلك العرض الموثّق والمحبط في مقارنة المسيحية الحالية بالأساطير المصرية القديمة وغيرها، يقول: “إن اللاهوت المسيحي قام بفرض الإيمان بدلا من المعرفة، وأن العقلية الأوروبية بدأت لتوها بداية الخروج من الشلل العقلي الذي فُرض عليها بتلك العقيدة التي وصلت إلى ذروتها في عصر الظلمات.. وأن الكنيسة المسيحية قد كافحت بتعصب رهيب من أجل تثبيت نظرياتها الزائفة، وقادت صراعات بلا هوادة ضد الطبيعة وضد التطور، وضد أسمى المبادئ الطبيعية لمدة ثمانية عشر قرنا.. لقد أسالت بحورا من الدماء لكي تحافظ على طفو مركب بطرس، وغطت الأرض بمقابر شهداء الفكر الحر، وملأت السماء بالرعب من ذلك الإرهاب الذي فرضته باسم الله ” !!